# مخلد حبيب
مخلد حبيب هو صيدلاني وفنان كاريكاتير، ويتخذ من الرسم هواية له، يصف نفسه بإنه يحاول دوما النظر إلى الأمور بطريقة إيجابية، وجعل الناس يبتسمون عن طريق مزج الفن بالواقع. كما أنه يحاول خلق رسومات رائعة وجميلة في المشاهد المحزنة لبلده.
في سنة 2019، فاز بالجائزة الأولى لمسابقة «ريشة بيار صادق» للحرية والوطن من بين 270 مشتركا و360 وفنان كاريكاتير مشاركا.

## روابط خارجية
- This artist creates optical illusions with your favorite Disney characters من موقع ياهو! (باللغة الإنجليزية)
- Artist uses cartoon characters to brighten up photos of Iraq من موقع indy100.com التابع لصحيفة ذي إندبندنت (باللغة الإنجليزية)
- This artist and pharmacist combines sketches with real life objects to put a smile on your face من موقع صحيفة India Times (باللغة الإنجليزية)
- This artist creates optical illusions with your favorite Disney characters  (باللغة الإنجليزية)
- Художник из Ирака делает из своих картин скетчи (باللغة الروسية)
- Pria Ini Gabungkan Realita Menyedihkan di Negaranya dengan Gambar Animasi, Hasilnya Epik! (باللغة الإندونيسية)
- Combina fotos tristes de su país con dibujos alegres y en Internet lo adoran (باللغة الإسبانية)
- “Felicidad de la tristeza”: el trabajo de un artista libanés para sobrellevar la cruel realidad (باللغة الإسبانية)
- IN BEELD. Man maakt van treurige foto’s grappige tekeningen (باللغة الفلمنكية الهولندية)
- Nghệ sỹ Mukhalled Habib vẽ khéo tranh và hình ảnh thực tế cho cái nhìn độc đáo (باللغة الفيتنامية)
- Nghệ sỹ khéo léo lồng ghép giữa tranh vẽ và thực tế nhằm truyền thông điệp về cách nhìn cuộc sống (باللغة الفيتنامية)
- Farmacêutico libanês desenha sobre imagens para esconder a triste realidade do seu país (باللغة البرتغالية)
- Combine Drawings With Real Life (باللغة الإنجليزية)
- 「見た人が笑顔になるように」絵と実物を組み合わせたアートが面白い  (باللغة اليابانية)